# Zwicktasche

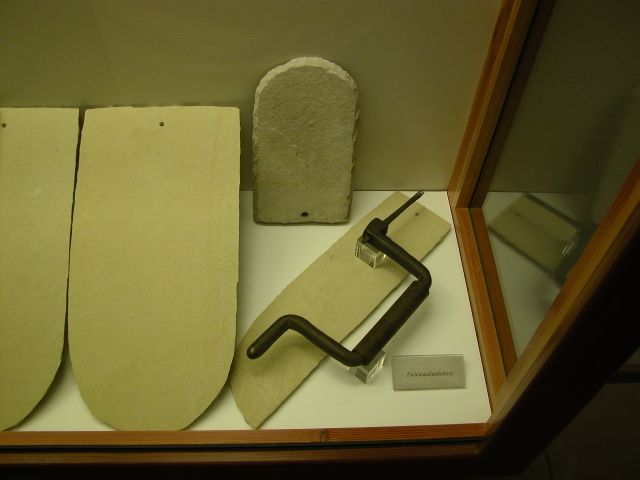
Zwicktaschen und Zwicktaschenbohrer

Die Zwicktasche ist ein Dachstein, die in Biberschwanzart aus Plattenkalk zugerichtet wird.
Die Zwicktasche wurde erstmals im Jahr 1828 als Kalkplatten für die Dachdeckung verwendet. Erfinder der Zwicktasche war der Eichstätter Glasermeister Josef Weittenhiller (* 1786; † 7. Januar 1862).  Die Zwicktaschen werden aus Solnhofener Plattenkalk, der um Solnhofen in Steinbrüchen gewonnen wird, hergestellt. Verbreitet sind Zwicktaschendächer vor allem im Bereich des Altmühltals, jedoch finden sich auch in weiter entfernten Gegenden, wie zum Beispiel in Schweinfurt mit Zwicktaschen eingedeckte Gebäude.

## Herstellung
Die in dem Steinbruch gewonnenen etwa unter 2 cm dünnen Platten werden in der ungefähren Form eines Ziegels gebrochen und zugerichtet. Mittels einer Schablone wird die endgültige Form eines Ziegels aufgezeichnet und die Kontur mit der von Weitenhiller erfundenen Zwickzange in die Form gebracht. Mit einem Zwicktaschenbohrer wird ein Loch auf die obere Seite der Zwicktasche gebohrt, durch das ein Drahtstift gesteckt wird, um die Platten auf die Dachsparren zu hängen.
Der Name dieses Dachsteins aus Naturstein ist auf die Herstellungsweise zurückzuführen: Sie werden mit Hilfe einer speziellen Zange in die gewünschte, dem Biberschwanzziegel ähnliche Form gezwickt. Daher kommt die Bezeichnung „zwicken“.
Zwicktaschen können – ebenso wie normale Kalkplatten – wiederverwendet werden. Dabei wird die Qualität mit Hilfe einer Klangprobe untersucht: Klingen die Zwicktaschen hell, so sind sie weiter verwendbar. Ein dumpfer Klang ist ein Hinweis auf feine Haarrisse oder natürliche Schichten in der Platte, die sich ablösen können.
Durch diese Erfindung wurden Steinbrüche der Eichstätter Gegend, deren Platten eine geringere Stärke von bis zu 2 cm aufwies, wieder wirtschaftlich interessant.

## Geschichte
1836 sicherte sich die Stadt Eichstätt das Recht auf Herstellung der „Zwicktaschen“ und verpflichtete sich pro 1000 Stück verkaufter Zwicktaschen einen Gulden und 30 Kreuzer an Weitenhiller zu bezahlen. Die Stadt billigte im gleichen Jahr dem Besitzer des Gutes Harthof auf dem Blumenberg bei Eichstätt das alleinige Recht zu, Zwicktaschen herzustellen und zu verkaufen. Da die Nachfrage sehr groß war, wurde für die Arbeiter in der Nähe dieser Steinbrüche der Eichstätter Ortsteil Blumenberg gegründet. 1840 wurde das Herstellungsrecht an Johann Baptist Fellerer weiterverkauft, der einen Gulden und 45 Kreuzer an die Stadt Eichstätt zu zahlen hatte. Die Gemeinde Wintershof klagte 1841 gegen die Stadt Eichstätt, um das Privileg zur Herstellung der Zwicktaschen zu brechen. Sie verlor jedoch vor Gericht.

## Dacheindeckung
Bei der Dacheindeckung reichen zwei regelmäßig übergreifende Lagen zur Abdichtung. Mit Hilfe von Drahtstiften, die durch das mit dem Zwicktaschenbohrer gebohrte Loch geschlagen werden, lassen sich nicht nur flache, sondern auch steile Dachkonstruktionen erreichen.